# ECCO Sko A/S

Ecco Cage Pro高尔夫球鞋

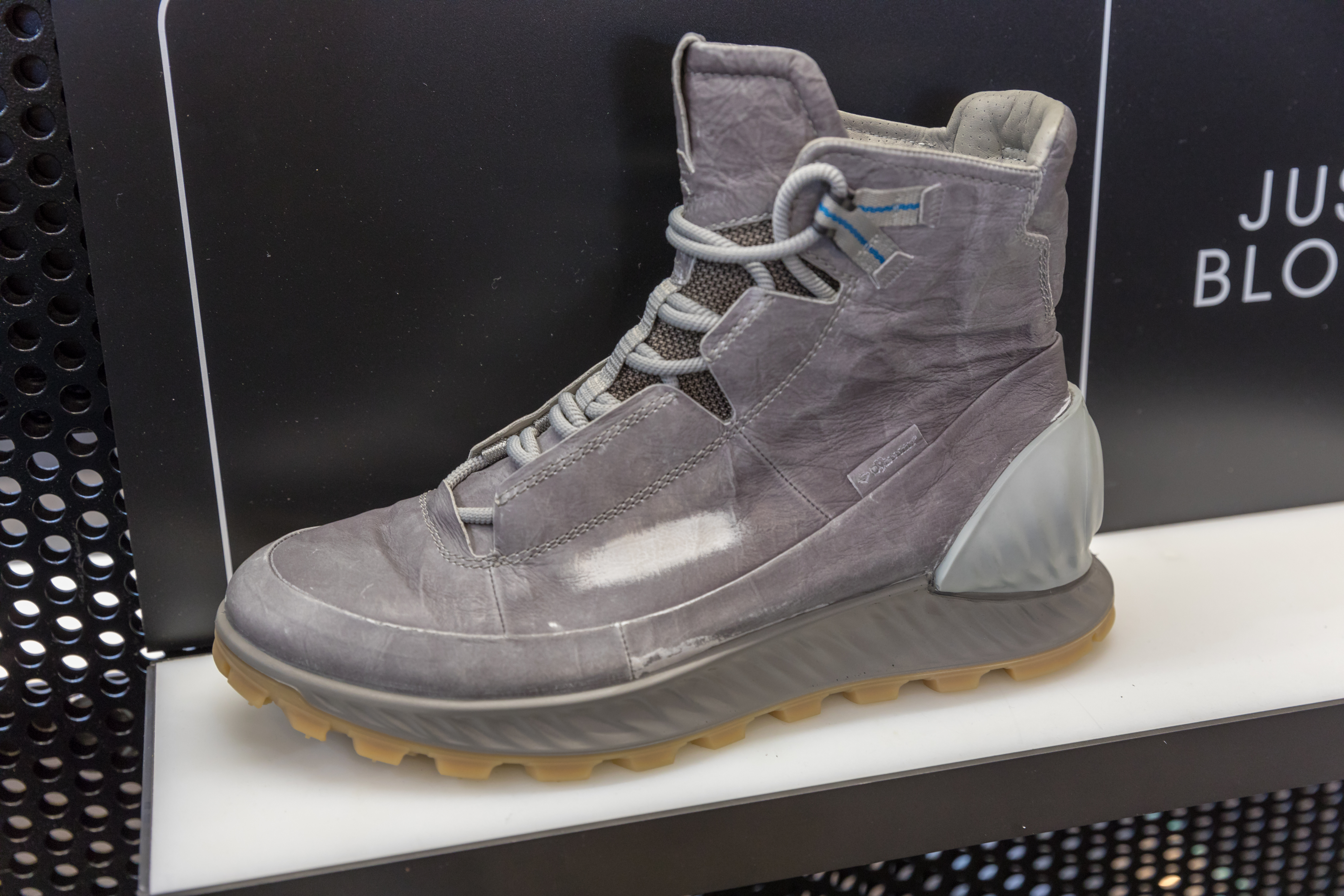
Ecco皮靴

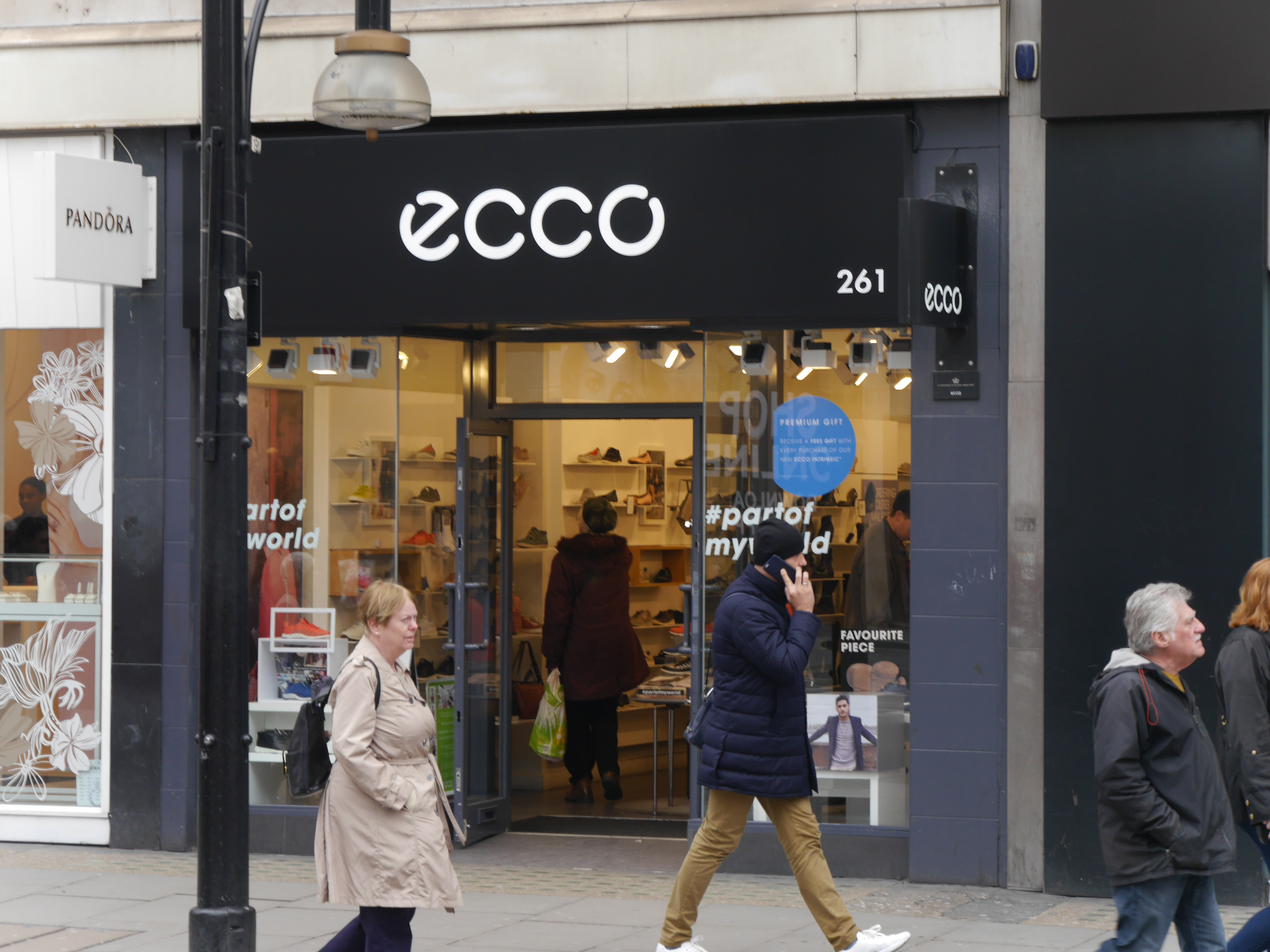
2016年英國伦敦牛津街一家Ecco商店

ECCO Sko A/S是丹麦的一家鞋类制造商和零售商，1963年由卡尔·图斯堡在丹麦布雷泽布罗创立。该公司最初只生产鞋类，后来拓展到皮革、配件和小型皮革制品等領域。1982年，ECCO在丹麦开设了第一家零售店。截至2021年，ECCO的产品在全球99个国家的2250多家ECCO商店和14000多个销售点销售。ECCO是家族企业，在全球拥有21,300名员工。